# 中国（云南）自由贸易试验区
中国（云南）自由贸易试验区（英語：China (Yunnan) Pilot Free Trade Zone）简称云南自贸区，是中华人民共和国的自由贸易园区之一，于2019年8月2日获国务院批准，2019年8月30日正式挂牌成立。云南自贸区包含昆明、红河、德宏三个片区。
云南自贸区规划建设成为“一带一路”与长江经济带互联互通、连接南亚东南亚的重要通道。截止2020年8月成立一周年，云南自贸区完成进出口总值131亿元人民币。

## 行政管理
云南自贸区由“中国（云南）自由贸易试验区工作领导小组”领导，领导小组设在云南省商务主管部门（即云南省商务厅），领导小组办公室主任由商务厅长兼任，常务副主任由商务厅副厅长兼任。自贸区昆明片区与昆明经济技术开发区实行“一个机构两块牌子”，自贸区昆明片区党工委书记、管委主任由昆明经开区党工委书记、管委主任担任。自贸区红河片区党工委书记、管委主任由红河州副州长担任。自贸区德宏片区党工委书记由瑞丽市委书记担任，管委主任由瑞丽市长担任。

## 区域规划

### 昆明片区
昆明片区面积76平方千米，位于昆明市官渡区，东至东绕城高速公路，南至广福路、南绕城高速公路，西至盘龙江、明通河，北至人民东路，包含昆明综合保税区经开片区。
规划功能为加强与昆明空港经济区联动发展，重点发展高端制造、航空物流、数字经济、总部经济等产业，建设面向南亚东南亚的互联互通枢纽、信息物流中心和文化教育中心。

### 红河片区
红河片区面积14.12平方千米，位于河口瑶族自治县，东至南溪河岸边，南至南溪河口岸，西至红河岸边，北至坝洒农场七队，包含河口县主城区、河口边境经济合作区。
规划功能为加强与红河综合保税区、蒙自经济技术开发区联动发展，重点发展加工及贸易、大健康服务、跨境旅游、跨境电商等产业，建设面向东盟的加工制造基地、商贸物流中心和中越经济走廊创新合作示范区。

### 德宏片区

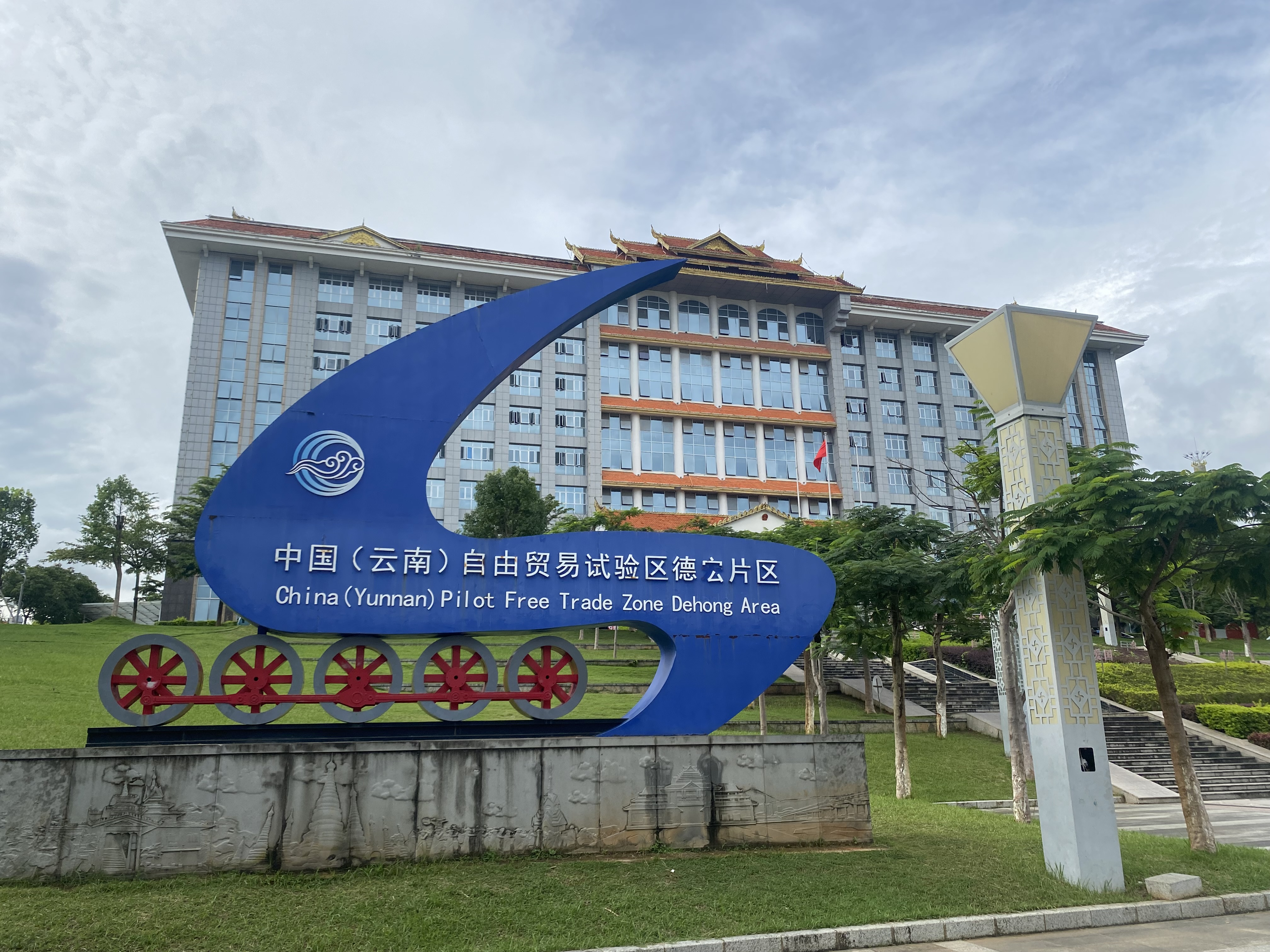
瑞丽市人民政府，自贸区德宏片区管委会

德宏片区面积29.74平方千米，位于瑞丽市，东至芒良村民小组，南至瑞丽江、姐告国境线，西至贺哈村民小组、乘象路，北至北门村民小组、芒喊村民小组、帕色村民小组、允岗村民小组、姐勒村民小组，包含瑞丽主城区与姐告边贸区。
规划功能为重点发展跨境电商、跨境产能合作、跨境金融等产业，建设成为沿边开放先行区、中缅经济走廊的门户枢纽。